# Петер Хакс
Петер Хакс (на немски: Peter Hachs) е германски драматург, поет, белетрист и есеист,

## Биография и творчество
Петер Хакс е роден в Бреслау (днес Вроцлав). Израства в семейството на юрист. Следва философия, социология, германистика и театрознание в Лудвиг Максимилиан университет в Мюнхен. Придобива научната степен „доктор“ с дисертация върху театъра от епохата на „Бидермайер“. През 1955 г. Хакс заедно с Бертолт Брехт се преселва в ГДР и става драматург в „Дойчес театер“, Берлин.
През 1960-те години Петер Хакс е сред създателите на т.нар. „социалистическа класика“ и е смятан за един от най-значителните драматурзи на ГДР, игран на много театрални сцени както в Източна, така и в Западна Германия. Световен успех има неговата пиеса „Разговор в семейство Щайн за отсъстващия г-н фон Гьоте“ (1974).

### Поезия
- Der Flohmarkt, Sammlung von Kindergedichten, 1964
- Die Gedichte, 1988, erweitert 2000
- Tamerlan in Berlin. Gedichte aus der DDR, 2002
- 100 Gedichte, 2004
- Liebesgedichte, 2006
- Heile Welt. Liebesgedichte, 2007
- Diesem Vaterland nicht meine Knochen, 2008

### Драматургия
- Das Volksbuch vom Herzog Ernst, 1953, UA 1967
- Eröffnung des indischen Zeitalters, 1954, UA 1955; 1970 2. Fassung unter dem Titel Columbus oder: Die Weltidee zu Schiffe
- Die Schlacht bei Lobositz, 1955, UA 1956
- Der Müller von Sanssouci, 1957, UA 1958
- Die Kindermörderin, 1957, EA 1959
- Die Sorgen und die Macht, 1959 – 1962: insgesamt drei Fassungen, UA 1960
- Moritz Tassow, 1961, UA 1965
- Der Frieden (nach Aristophanes), 1962, UA 1962 (Мирът, бълг. постановка 1985)
- Polly oder Die Bataille am Bluewater Creek (nach John Gay), 1963
- Die schöne Helena (nach Jacques Offenbach), 1964, UA 1964 (Хубавата Елена, бълг. постановка 1986)
- Margarete in Aix, 1966, UA 1969
- Amphitryon, 1967, UA 1968
- Noch einen Löffel Gift, Liebling? Komische Kriminaloper, 1967, UA 1972
- Prexaspes, 1968, UA 1976
- Omphale, 1969, UA 1970
- Numa, 1971, 2. Fassung 2002
- Adam und Eva, 1972, UA 1973
- Die Vögel (Libretto nach Aristophanes), 1973, UA 1980
- Das Jahrmarktsfest zu Plundersweilern (nach Johann Wolfgang von Goethe), 1973, UA 1975
- Ein Gespräch im Hause Stein über den abwesenden Herrn von Goethe, 1974, UA 1976
- Rosie träumt, 1974, UA 1975

- Die Fische, 1975, UA 1978
- Senecas Tod, 1977, UA 1980
- Pandora (nach Johann Wolfgang von Goethe), 1979, UA 1982
- Musen (Vier Szenen), 1979, UA 1983
- Die Binsen, 1981, UA 1985
- Die Kinder, 1981, UA 1984
- Maries Baby, 1982
- Barby, 1982, UA 1983
- Fredegunde, 1984, UA 1989
- Jona, 1986, UA 2009
- Fafner, die Bisam-Maus, 1991, UA 1992
- Der Geldgott (nach Aristophanes), 1991, UA 1993
- Der Maler des Königs, 1991
- Die Höflichkeit des Genies (Dramolett), 1992, UA 1994
- Genovefa, 1993, UA 1995
- Orpheus in der Unterwelt (nach Jacques Offenbach), 1995, UA 1998
- Bojarenschlacht (nach Jakob Knaschnin), 1996
- Tatarenschlacht (nach Ladislaus Oserow), 1996, UA 2005
- Der falsche Zar (nach Alexander Sumarokow), 1996
- Der Bischof von China, 1998, UA 2004
- Der Parteitag (Dramolett), 2003
- Phraates (Dramolett), 2003
- Berliner Novelle (Dramolett), 2003

### Белетристика
- Ekbal, oder Eine Theaterreise nach Babylon, 1961
- Der Schuhu und die fliegende Prinzessin, 1963
- Geschichte meiner Oper, 1972
- Magister Knauerhase, 1982
- Die Gräfin Pappel, 1992

### Детски приказки и романи
- Das Windloch, 1956
- Das Turmverlies, 1961
- Armer Ritter, 1977
- Onkel Mo, 1981
- Kinderkurzweil (Sammlung aller Märchen), 1981 und (erweitert) 2003
- Liebkind im Vogelnest, 1984
- Prinz Telemach und sein Lehrer Mentor, 1993

## Награди и отличия
- Dramatiker-Preis der Stadt München (1954)
- Награда Лесинг на ГДР (1956)
- F.-C.-Weiskopf-Preis (1965)
- Награда на немската критика (1971)
- Национална награда на ГДР II степен (1974)
- Национална награда на ГДР I степен (1977)
- Награда Хайнрих Ман (1981)
- Alex-Wedding-Preis (1993)
- „Немска награда за детско-юношеска литература“ (1998)